# Caproni Ca.101
Caproni Ca.101 var ett italienskt transport-, spanings- och lätt bombflygplan som först flög på 1920-talet. Planet är en utveckling av Caproni Ca.97 som tillverkades med både en, två och tre motorer. 
Italienska flygvapnet var snabbt att beställa en variant som bombflygplan, denna variant var utrustad med tre Piaggio P.VII-motorer på vardera 276 kW. Det dröjde dock inte länge förrän de fasades ut från det italienska flygvapnet i Europa. I stället kom planet till användning i den italienska kolonien Eritrea men då byttes motorerna ut mot de klenare (men bränslesnålare och mera tillförlitliga) Alfa Romeo-motorerna. Man sålde även 20 plan till Ungern där de användes på östfronten mot Sovjetunionen.